# Гнездо

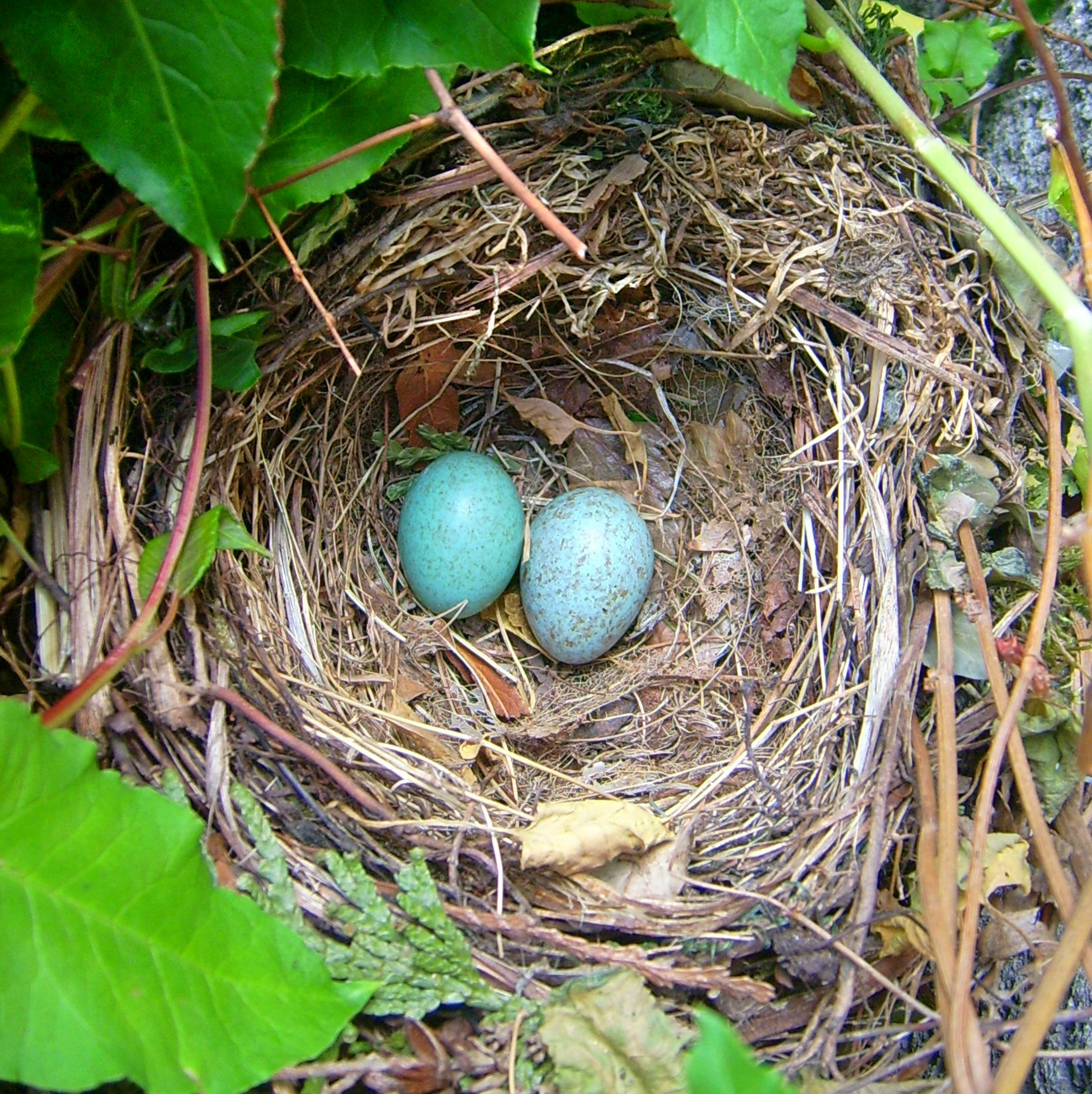
Гнездо чёрного дрозда с кладкой яиц

Гнездо́ — сооружение, строящееся различными видами животных и служащее как место для сна, жилья и высиживания яиц и вскармливания потомства.
В зависимости от биологического вида и района обитания внешний вид, используемый материал, а также расположение гнёзд могут существенно отличаться. Некоторые виды строят гнёзда разных типов в зависимости от назначения. Гнёзда могут располагаться на деревьях, под крышами и на земле. Гнёзда хищных птиц, как правило, расположены в весьма труднодоступных местах среди скал в горах, реже — на высоких деревьях.